# Каньйон Антилопи (США)

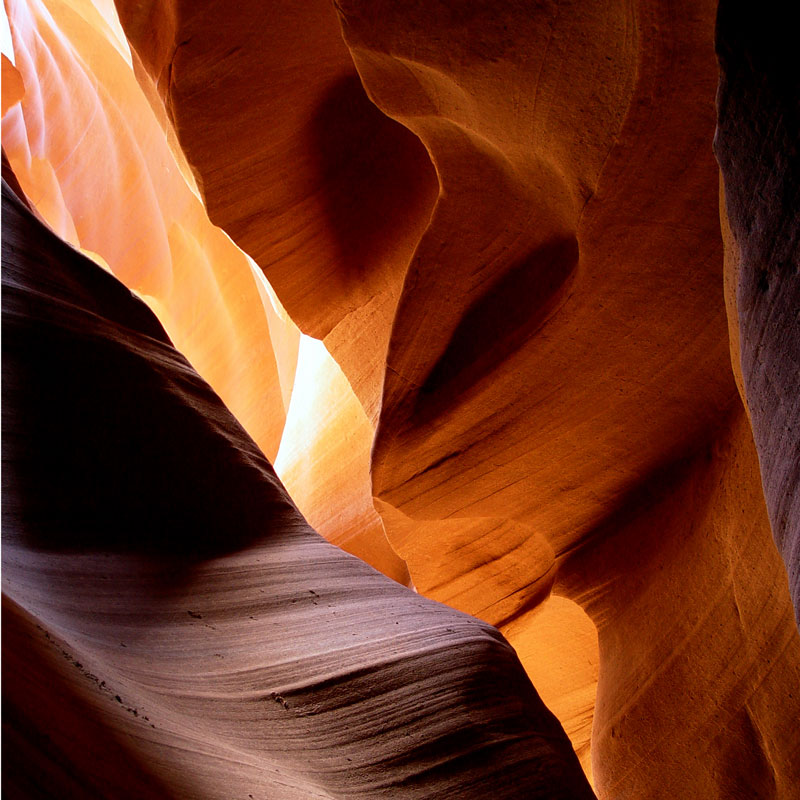
Усередині Каньйону Антилопи

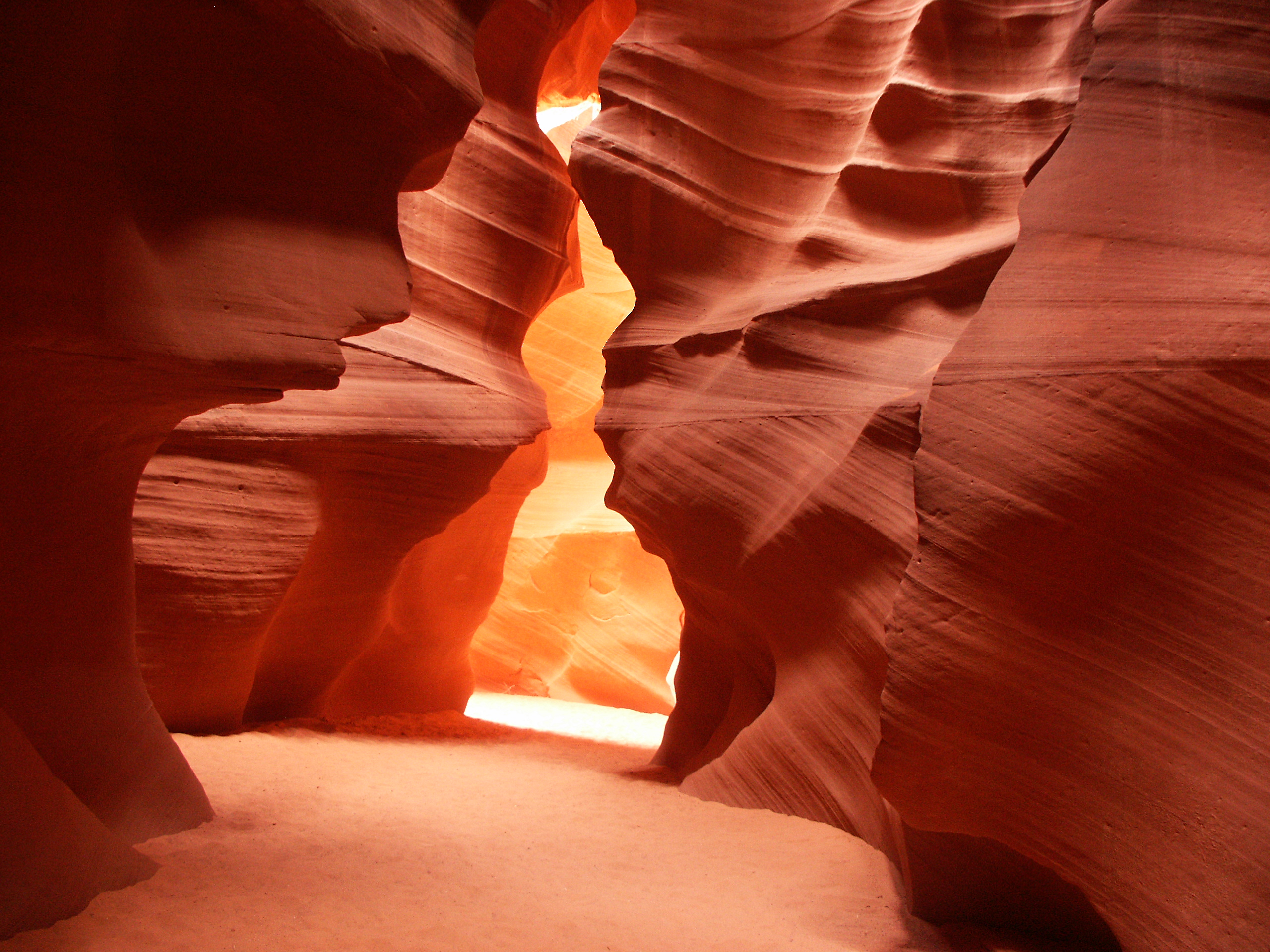
Ерозія в Каньйоні Антилопи на південному заході США

36°51′28″ пн. ш. 111°22′20″ зх. д. / 36.857778° пн. ш. 111.372222° зх. д.
Каньйон Антилопи (англ. Antelope Canyon) — каньйон, розташований на південному заході США, на півночі Аризони, поруч з містом Пейдж(англ. Page), неподалік від кордону з Ютою, за 240 км від Великого Колорадського Каньйону. Він включає дві окремі мальовничі ділянки каньйону слотів, які називають Верхнім каньйоном Антилопи та Нижнім каньйоном Антилопи.
Назва мовою навахо для каньйону Верхня Антилопа — Tsé bighánílíní, що означає «місце, де вода протікає крізь скелі». Нижній каньйон Антилопи — це Хаздістазі або «спіральні скельні арки». Обидва вони знаходяться в главі ЛеЧі Нації Навахо. До них можна дістатися лише з гідом.

## Загальний опис
Каньйон отримав свою назву, завдяки рудо-червоним стінам, що нагадує шкуру антилопи. Каньйон Антилопи не є національним парком і ймовірно, тому не відомий так широко як Великий Каньйон або каньйон Брайс. Він лежить на землях племені Навахо і належить індіанцям цього племені. Щоб потрапити туди, потрібно заплатити мито за прохід по індіанської території і найняти провідника. Існує два каньйону Антилопи — верхній і нижній (англ. Upper Antelope Canyon, англ. Lower Antelope Canyon). Вони знамениті у фотографів всього світу через химерну форму скель, освітлених чудовим магічним світлом. Обидва каньйони являють собою природні гігантські щілини в піщаних скелях. Протягом декількох сторіч вода і вітер виточували в червоному пісковику заглиблення на кілька сотень метрів. Раз на кілька років, під час зливових дощів, кожен каньйон, зазвичай пересихає протягом року, затоплюється водою. Саме дощова вода, повільно стікаючи і несучи із собою піщинки, за багато років сформувала ці витончені рельєфні лінії усередині скель.

## Розташування

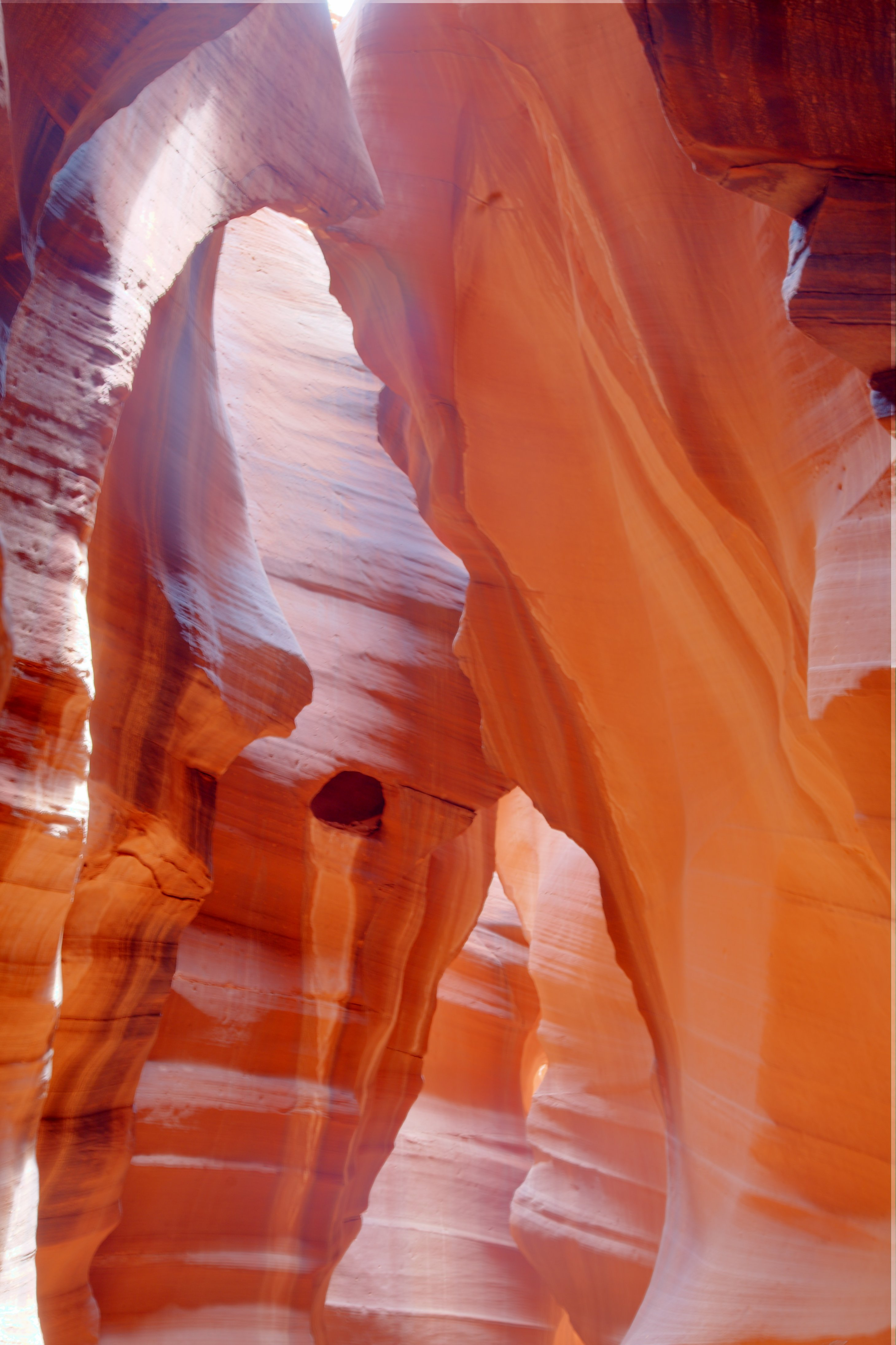

Каньйон Антилопи лежить в чотирьох милях на схід від міста по шосе 98, між містом Пейджем і ТЕС. Електростанцію пропустити неможливо, вона видна вже за десятки миль не доїжджаючи до міста. Поруч з дорогою стоять покажчики Upper Antelope Canyon і Lower Antelope Canyon, але це не стандартні американські дорожні покажчики, а написи на табличках зроблені від руки, тому їх можна легко пропустити. Потрібно пам'ятати, що якщо ви проїхали на схід далі ніж електростанція, то потрібно повертатися. Поблизу дороги, що веде від шосе 98 в Верхній каньйон, стоїть невелика халупа і дошка оголошень, і це може служити ще одним додатковим орієнтиром.
Найкращий час відвідин — навесні і осінь: березень — квітень і жовтень — листопад. У цей час сонячні промені проникають до самого дна і каньйони виглядають так, немов усередині темного палацу горить яскраве світло. Взимку освітлення в каньйонах досить слабке — всередині досить похмуро, глибокі тіні і плоскі рельєфи. Для зимової фотозйомки бажано встановлювати додаткове освітлення.
Клімат континентальний. Літо жарке, сухе, з малою кількістю опадів. Середня температура +30-35 С °, максимальна +47 С °. Зима м'яка, не холодна. Зазвичай температура повітря а не нижче 0С °, але іноді холодні повітряні маси приходять з Канади, і тоді температура повітря а знижується до мінусової, випадає сніг.

## Геологія
Каньйон Антилопи відноситься до так званих щілинних каньйонів (англ. slot canyons). Він сформований ерозією пісковика Наваха.
Причинами ерозії геологи називають, по-перше, раптові повені, по-друге, субаеральні процеси. Дощова вода, особливо в сезон мусонів, надходить у великий басейн, розташований вище секцій щілинного каньйону і, набираючи швидкість і змішуючись з піском, проникає в вузькі проходи каньйону. Протягом тривалого часу проходи в скелі руйнувалися, стаючи глибше і згладжуючись, набуваючи характерні «плавні» форми. На сьогоднішній день повені в каньйоні відбуваються все частіше. Остання на даний момент повінь сталася 30 жовтня 2006 р. й тривала 36 годин, змусивши адміністрацію парку закрити Нижній Каньйон Антилопи на 5 місяців. Довжина каньйону Антилопи складає трохи більше ста метр ів.

## Особливості
Каньйон Антилопи відвідують виключно у складі групи з гідом, зокрема через те, що дощі під час сезону мусонів можуть швидко затопити каньйон. Каньйон Антилопи може бути затопленим навіть у разі якщо дощ випав за десятки миль від каньйону.
12 серпня 1997 року в Каньйоні Нижньої Антилопи в результаті повені загинули одинадцять туристів, у тому числі семеро з Франції, один із Великої Британії, один зі Швеції та два із США. Того дня на місці випало дуже мало опадів, але раніше гроза скинула велику кількість води в басейн каньйону на 7 км вище за течією. Єдиним вижившим був екскурсовод Франциско «Панчо» Кінтана, який проходив попередню підготовку, щодо того як поводитись під час повені. У той час система сходів складалася з дерев'яних дощечок, виготовлених аматорськими методами, вони були занесені потопом. Сьогодні системи сходів закріплена на болтах. NOAA Weather Radio від Національної служби погоди та сигнальна сигналізація знаходяться біля каси збору.

Попри вдосконалені системи попередження та безпеки, ризики травмування від повені все ще існують. 30 липня 2010 р. Кілька туристів опинились на уступі, коли в Каньйоні Верхньої Антилопи сталася дві повені. Частина з них була врятована, а деяким довелося чекати, поки паводкові води відступлять. Повідомлялося, що жінка та її дев'ятирічний син отримали поранення, коли їх несло вниз за течією, але летальних випадків не було. 

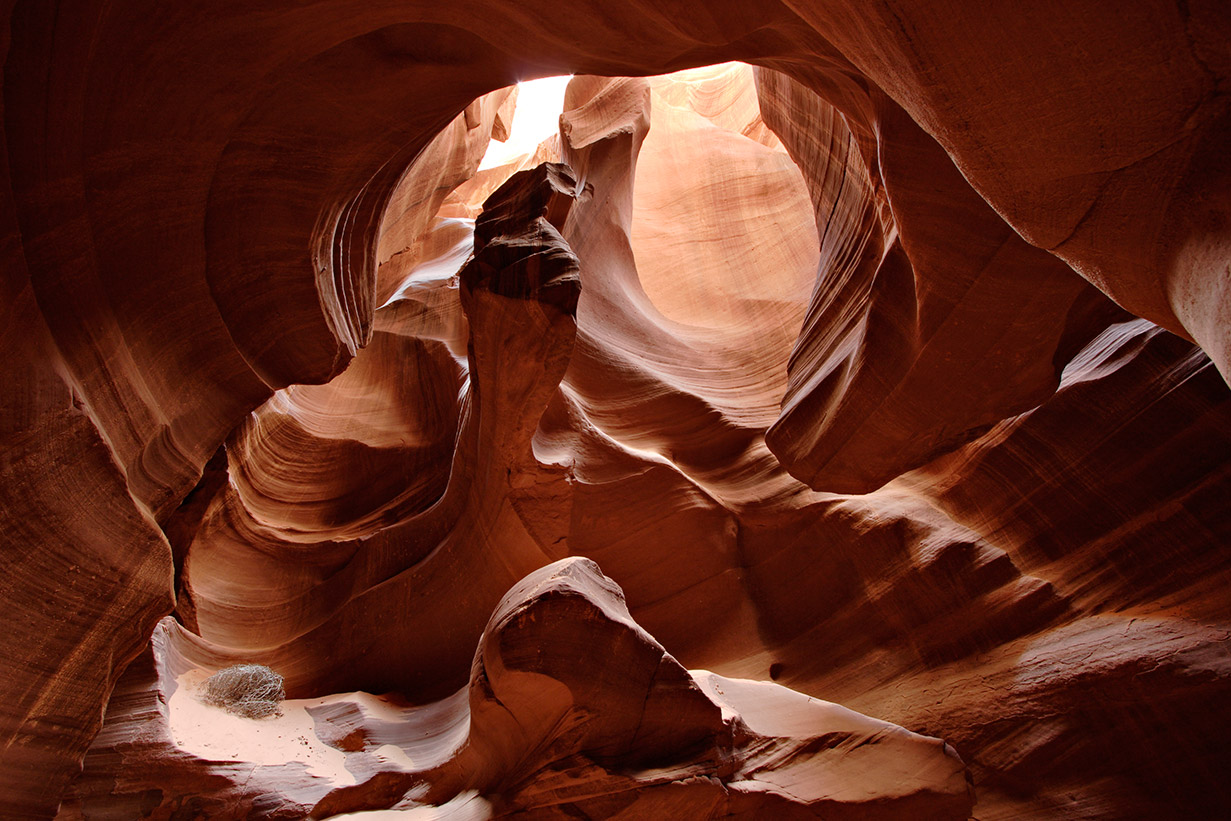
Усередині Верхнього Каньйону Антилопи (Upper Antelope Canyon)

## Інтернет-ресурси
1. Каньйон Антилопи, унікальна краса природного творіння з рудо-червоними стінами (12 фото) [Архівовано 10 листопада 2013 у Wayback Machine.]
2. Каньон Антилопы, собор эрозии — thewotme блог путешествия
3. Каньон Антилопы — галерея фотографий [Архівовано 26 січня 2012 у Wayback Machine.]
4. Юго-Запад Америки и её места [Архівовано 22 серпня 2006 у Wayback Machine.] (англ.)
5. www.imprintsoflight.com (Каньон Антилопы) [Архівовано 14 червня 2012 у Wayback Machine.] (англ.)
6. Описание Нижнего Каньона Антилопы в репортаже Майкла Райхманна о его поездке туда с друзьями (англ.)
7. Рассказ о поездке в Каньон Антилопы [Архівовано 21 листопада 2018 у Wayback Machine.]
8. Внезапное наводнение в Каньоне Антилопы [Архівовано 26 лютого 2012 у WebCite] (англ.)
9. Каньон Антилопы — Сферические панорамы [Архівовано 15 листопада 2012 у Wayback Machine.] (англ.)